# Бударинский сельский округ
Бударинский сельский округ — административно-территориальное образование в Акжаикском районе Западно-Казахстанской области.

## Административное устройство
1. село Бударино
2. село Самал
3. село Коловертное